# SharpDevelop
SharpDevelop是個自由的開放原始碼整合開發環境，主要用來開發支援.NET Framework的C#，Visual Basic .NET（VB.NET）與BOO等程式語言。
它可以用來作為Microsoft Visual Studio .NET的替代品，MonoDevelop曾由此分支出來。
SharpDevelop使用自己的C#、Visual Basic .NET解析器來進行代碼自動完成。這部份主要是使用了修改過的Linz大學製作的Coco/R編譯器，SharpDevelop原始碼包含了這個產生器。BOO的解析器則是由Boo編譯器提供，但運算式的型別與型別介面的推導則是另外撰寫程式來完成，以便支援型別的後期賦值。
SharpDevelop 1.1可以匯入Visual Studio .NET的專案，SharpDevelop 2.0則是可以直接開啟並編輯。它也可以用來把原本使用VB.NET的專案轉換為使用C#（或是反過來）。
SharpDevelop 2.0開始有了整合在裡面的除錯工具，它使用了自己的除錯函式庫，除錯函式庫主要是使用COM操作與.NET通訊。
即使SharpDevelop 2.0使用了與Visual Studio .NET相同的MSBuild，它仍然可以使用較舊的Framework版本（1.0、1.1）或是Mono來進行編譯。
目前最新的穩定版本是5.1.0，已於2016年4月14日正式推出。

## 特色
SharpDevelop整合了C#、Visual Basic .NET等程式語言的Windows Forms設計工具，除此之外還有整合好的除錯工具。其他特色（页面存档备份，存于）都列在官方網頁。

## 外部連結
- 官方網頁（页面存档备份，存于）